# Évariste-Vital Luminais

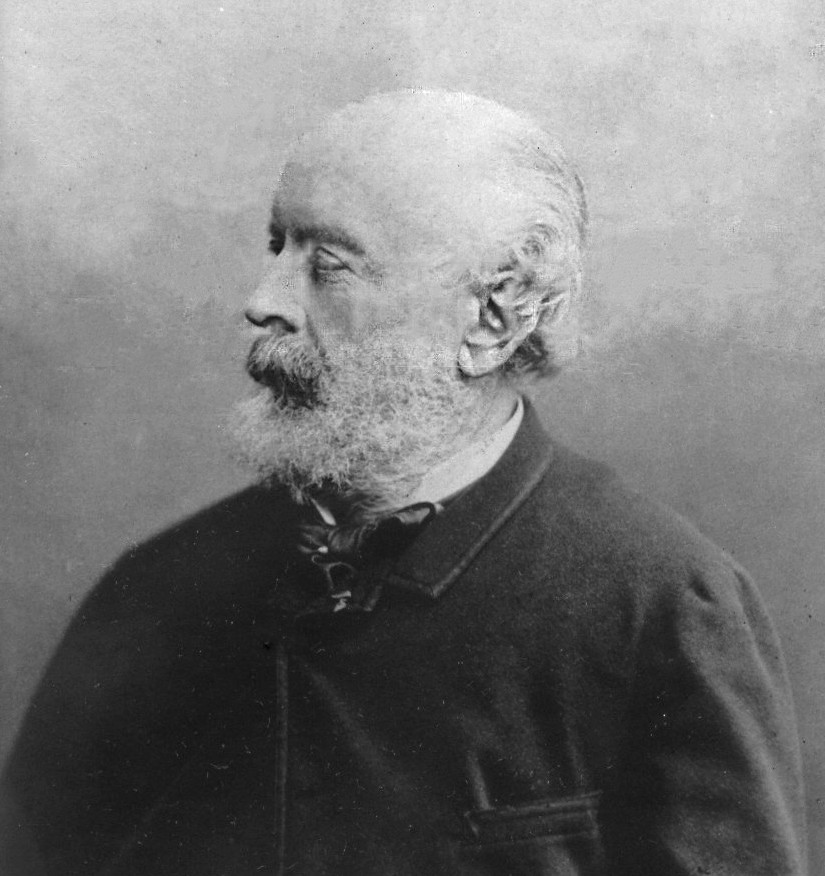
Évariste-Vital Luminais (1870)

Évariste-Vital Luminais (* 13. Oktober 1821 in Nantes; † 15. Mai 1896 in Paris) war ein französischer Maler. Er ist vor allem für Werke bekannt, die die frühe französische Geschichte darstellen, und wird manchmal als „Maler der Gallier“ bezeichnet.

## Biografie

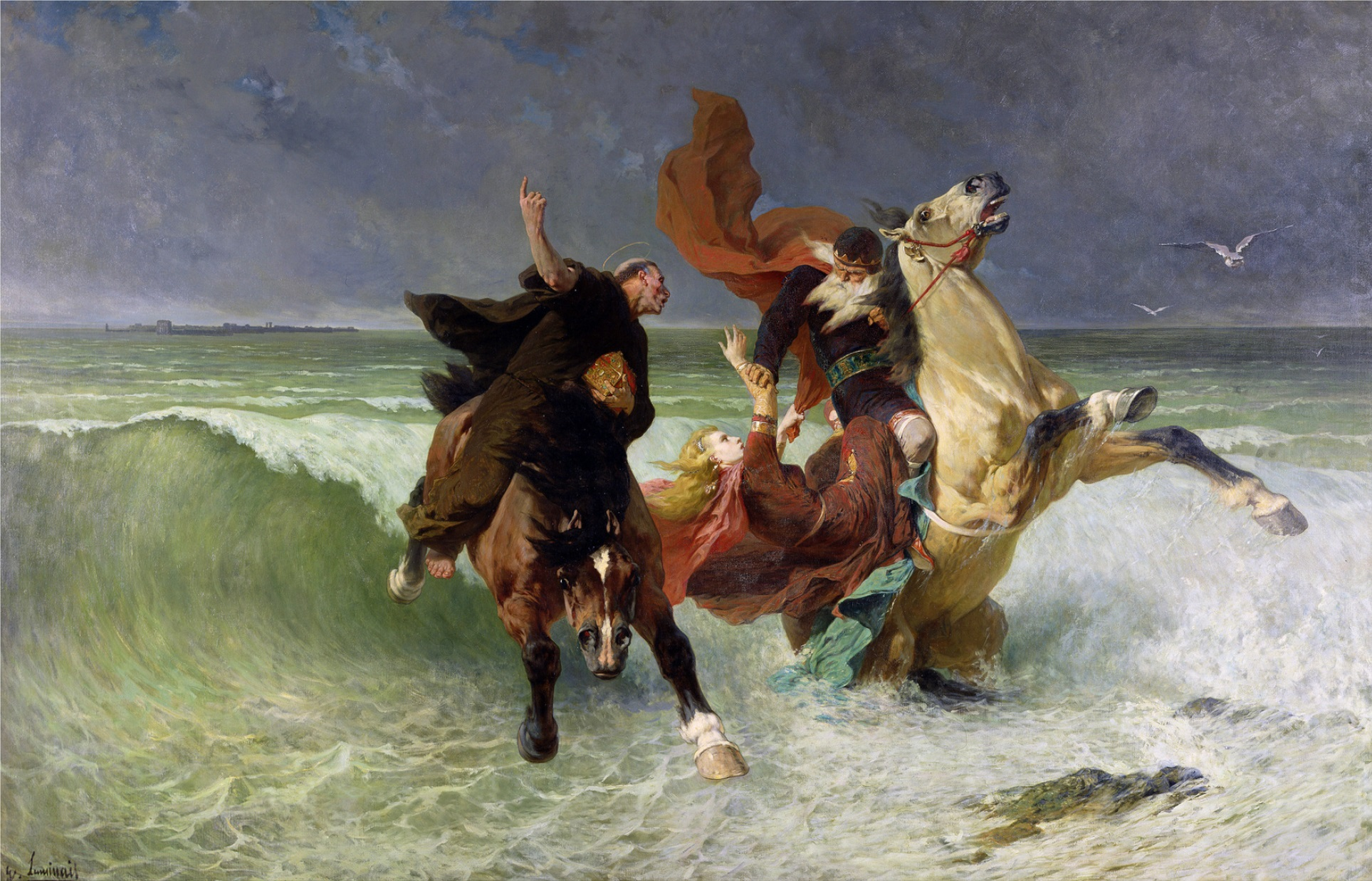
Fuite de Roi Gradlon (um 1884)

Luminais wurde in Nantes geboren. Mit 18 Jahren ging er nach Paris, um bei dem Maler und Bildhauer Auguste-Hyacinthe Debay zu studieren. Er studierte auch bei Léon Cogniet, einem Historien- und Porträtmaler, zu dessen Schülern auch Constant Troyon gehörte.
Sein offizielles Debüt gab er 1843 im Salon de Paris, wo zwei seiner Gemälde ausgestellt wurden. 1869 wurde er mit dem Orden der Ehrenlegion ausgezeichnet.
Évariste-Vital Luminais starb im Alter von 75 Jahren in Paris und wurde auf dem kleinen Friedhof in Douadic begraben. Seine Geburtsstadt Nantes hat eine Straße nach ihm benannt.